# Cross Border 2008 II
El Cross Border 2008 II fue la segunda edición de este torneo en el año. Tuvo como integrantes a las selecciones de 3 uniones del Nordeste argentino y la de la vecina unión de Paraguay, apodada como Yacarés. El régimen de juego fue de todos contra todos a una sola ronda y con sedes rotativas para cada fecha.
Esta competición no tuvo un nombre oficial y se la conoció de muchas formas según el medio que la difundía, Cross Border del NEA, Cross Border Paraguay y hasta Cross Border Internacional. Si bien no se volvió a desarrollar otro Cross Border con la misma integración se la puede considerar como antecesora del Cross Border del Norte continuada dos años más tarde con la inclusión de Brasil y la baja de Formosa.

## Equipos participantes
- Unión de Rugby de Formosa (URF)
- Unión de Rugby de Misiones (URUMI)
- Unión de Rugby del Noreste (URNE)
- Unión de Rugby del Paraguay (URP)

## Posiciones
| Pos. | Equipo    | Encuentros | Encuentros | Encuentros | Encuentros | Tantos  | Tantos    | Tantos     | Puntos |
| Pos. | Equipo    | jugados    | ganados    | empatados  | perdidos   | a favor | en contra | diferencia | Puntos |
| ---- | --------- | ---------- | ---------- | ---------- | ---------- | ------- | --------- | ---------- | ------ |
| 1    | Misiones  | 3          | 3          | 0          | 0          | 77      | 38        | + 39       | 9      |
| 2    | / Noreste | 3          | 2          | 0          | 1          | 112     | 47        | + 65       | 6      |
| 3    | Paraguay  | 3          | 1          | 0          | 2          | 67      | 106       | - 39       | 3      |
| 4    | Formosa   | 3          | 0          | 0          | 3          | 49      | 114       | - 65       | 0      |

Nota 1: Se otorgan 3 puntos al equipo que gane un partido, 1 al que empate y 0 al que pierda

## Resultados

### Primera Fecha
| 15 de noviembre | Misiones | 25 - 11 | Noreste | cancha de CAPRI, Posadas, Argentina |                          |
|                 |          | Reporte |         | Árbitro(s): Edgar Strump            | Árbitro(s): Edgar Strump |

| 15 de noviembre | Formosa | 31 - 36 | Paraguay |  |  |
|                 |         | Reporte |          |  |  |

### Segunda Fecha
| 22 de noviembre 16.45 | Misiones | 26 - 16 | Paraguay | cancha de Aranduroga, Corrientes, Argentina |  |
|                       |          | Reporte |          |                                             |  |

| 22 de noviembre 18:15 | Noreste | 52 - 7  | Formosa | cancha de Aranduroga, Corrientes, Argentina |  |
|                       |         | Reporte |         |                                             |  |

### Tercera Fecha
| 30 de noviembre | Misiones | 26 - 11 | Formosa | cancha de CURDA, Asunción, Paraguay |  |
|                 |          | Reporte |         |                                     |  |

| 30 de noviembre | Paraguay | 15 - 49 | Noreste | cancha de CURDA, Asunción, Paraguay |  |
|                 |          | Reporte |         |                                     |  |

| Bandera de la Provincia de Misiones |
| Campeón Misiones                    |
| Primer título                       |